# Сільвія Петер Сабо
Сільвія Петер Сабо (угор. Péter Szabó Szilvia; народилася 9 вересня 1982 р. у м. Сегед, Угорщина) — угорська поп-співачка. Найбільш відома як солістка угорського фольк-поп гурту NOX.

## Кар'єра
Співати Сільвія навчилася сама. На початку кар'єри була солісткою невеликого гурту з Сегеда. Згодом її помітили та запропонували стати солісткою новоствореного гурту NOX. Вона була учасником гурту найдовше з усіх її учасників.
NOX був дуже успішним. Гурт брав участь у Пісенному конкурсі Євробачення, перемогли у Dalnokok Ligája, а також отримав декілька інших нагород. NOX був одним з найвідоміших гуртів в Угорщині.
У 2012 році Сільвія підписала нову угоду з англійською продюсерською фірмою Crossfire Management, якою керує Рой Перестрело та П'єр Льюїс, а того ж року підписала угоду з Universal Music Group та Юніверсал Угорщина задля запису 11-го студійного альбому під назвою «REVOLUTION», який містить її роботи, роботи Джо Лоренса, П'єра Льюїса, MAC-1 (старший брат виконавця із псевдонімом Лабіринт), Перрі Гоуна, Nu:GEN,  Сема Бартера та Пола Брітта.

## Особиста інформація
Сільвія багато подорожує та проводить багато часу як удома у Великій Британії, так і в Угорщині. Також вона подорожує Східною Європою.

## Дискографія

### Альбоми
Усю інформацію наведено для Угорщини.
| Інформація про альбом |
| --- |
| Örökség (Спадщина) - Випущено: 2002 р. - Рейтингове положення: № 1 - Відзнака: Платинова - Продажі: 28 000                                                          |
| Bűvölet (Чари) - Випущено: 2003 р. - Рейтингове положення: № 1 - Відзнака: Двічі платинова - Продажі: 53 000                                                        |
| Karácsony (Різдво) - Випущено: листопад 2004 р. - Рейтингове положення: № 1 - Відзнака: Платинова - Продажі: 29 000                                                 |
| Ragyogás (Shining) - Випущено: 16 квітня 2005 р. - Рейтингове положення: № 1 - Відзнака: Двічі платинова - Продажі: 42 000                                          |
| Örömvölgy (Joy Valley) - Випущено: 16 жовтня 2006 р. - Рейтингове положення: № 1 - Відзнака: Двічі платинова - Продажі: 30 000+                                     |
| Mesék, mondák, mondókák (Tales, Legends, Nursery Rhymes) - Випущено: 7 травня 2007 р. - Рейтингове положення: ? - Відзнака: ? - Продажі: ?                          |
| Csendes (Тиша) - Випущено: 26 листопада 2007 р. - Рейтингове положення: № 1 - Відзнака: Золота - Sales: 7 500+                                                      |
| Időntúl (Over Time) - Випущено: 5 вересня 2008 р. - Рейтингове положення: № 2 - Відзнака: (ще не додано) - Продажі: (ще не додано)                                  |
| Revolution - Electronic Release: 24 травня 2013 р. - Physical Release 28 травня 2013 р. - Chart positions: № 3 - Відзнака: (ще не додано) - Продажі: (ще не додано) |